# Ларссон, Фредрик
Фредрик Ларссон (швед. Fredrik Larsson; род. 14 августа 1974) — бас-гитарист шведской пауэр-метал-группы Hammerfall до 1997 года и после ухода из группы Магнуса Розена в 2007 году. Кроме того, является основным бэк-вокалистом группы.
Ларссон играл (и даже принимал участие в записи) в нескольких дэт-метал-групп, одна из которых — Dispatched, а в 2007 году был приглашён в состав группы Evergrey в качестве бас-гитариста. Фредрик присоединился было бы к ним, однако HammerFall призвали его вернутся в группу в связи с уходом Магнуса, поэтому он оставил работу с Evergrey и вернулся в HammerFall.